# Gideon Toury
Gideon Toury (dezembro de 2013)
Gideon Toury (6 de junho de 1942 - 4 de outubro de 2016 ) foi um estudioso de tradução israelense e professor de Poética, Literatura Comparada e Estudos de Tradução na Universidade de Tel Aviv, onde ocupou a Cadeira de Teoria da Tradução de M. Bernstein. Gideon Toury foi um pioneiro dos Estudos Descritivos da Tradução .
Gideon Toury nasceu em Haifa, primogênito do historiador Jacob Toury (1915-2004) e sua esposa Eve. Concuiu o ensino médio na Escola Reali em Haifa em 1960. Após o ensino médio, prestou o serviço militar na Brigada Nahal e com paraquedistas, como parte de seu treinamento, foi enviado para um kibutz, para trabalhar com os agricultores. Morou lá por seis anos e acabou editando o jornal do kibutz e organizando eventos culturais. Essa experiência ajudou-o a obter uma posição num diário infantil, onde fez as primeiras traduções e, mais tarde, como editor da versão hebraica da revista Popular Photography.
Ele se formou com honras em língua hebraica e literatura na Universidade de Tel Aviv, em 1970, e concluiu o doutorado em Teoria Literária na mesma universidade, em 1977, com a tese Translational Norms and Literary Translatioo into Hebrew, 1930-1945 ( Normas translacionais e tradução literária para o  hebraico). Em 1980, ganhou o prêmio Hans Christian Andersen por sua tradução para o hebraico de A Viagem do Peregrino da Alvorada, de C. S. Lewis. Ele foi o primeiro professor titular [chair professor] no CETRA, o programa de pesquisa em Estudos da Tradução criado por Jose Lambert, em 1989. Em 1999, foi agraciado como membro honorário da Cátedra de Estudos da Tradução da UNESCO, na Comenius University, de Bratislava, na Eslováquia. Em 2000,  foi nomeado  com  doutor honorário pela Universidade de Middlesex, em Londres.
De 1970 a 1983, trabalhou com Benjamin Harshav, Itamar Even-Zohar e Menachem Perry na revista Ha-Sifrut (Literatura) e, em 1989, fundou a International Journal of Translation Studies e foi seu diretor geral desde então. Também é editor geral da Benjamins Translation Library e membro dos conselhos do The Translator e do Translation Studies Abstracts até ser afastado devido a decisão de Mona Baker de boicotar a academia israelense.

## Pesquisa
Suas principais pesquisas são sobre teoria da tradução e estudos descritivos da tradução, com ênfase na história da tradução hebraica da Bíblia até o presente.
Segundo Toury, existem estudos prescritivos e descritivos. As abordagens prescritivas visam formular regras que devem ser seguidas por qualquer pessoa que produza um texto de um determinado tipo. Eles estão focados em encontrar as soluções mais ideais ou corretas. Abordagens descritivas abordam textos existentes para descrever as regras que eles parecem seguir.
Ele adotou o termo "normas de tradução", como regras, que podem ou não ser ocultas, seguidas pela maioria e explicitadas pela observação descritiva da tradução real. Não são entendidas como regras prescritivas, mas como normas específicas de um contexto. Portanto, as normas mudam com o tempo e a cultura, de modo que a tradução revisita o mesmo problema repetidas vezes.
Publicou três livros, numerosos artigos, em inglês e hebraico, e editou diversos títulos, nos campos dos estudos da tradução e da literatura comparada. Seus artigos também foram traduzidos para muitos outros idiomas, ele mesmo também foi um tradutor ativo, tendo assinado  cerca de 30 livros e muitos artigos).

### Livros em Inglês
- In Search of a Theory of Translation. Tel Aviv: The Porter Institute for Poetics and Semiotics, Tel Aviv University. 1980.
- Descriptive Translation Studies and Beyond. Amsterdam/Philadelphia: John Benjamins. 1995.

### Livros editados
- Translation Theory: A Reader.Tel Aviv University: Dyonun. 1980. Inglês e hebraico.
- With Itamar Even-Zohar.Translation Theory and Intercultural Relations, The Porter Institute for Poetics and Semiotics, Tel Aviv University. 1981.
- Translation Across Cultures.New Delhi: Bahri Publications. 1987.
- Introducing Translation Theory: Selected Articles.Tel Aviv University: Dyonun. 1991. 198 pp. (Inglês e hebraico)

### Revistas editadas
- Target, International Journal of Translation Studies. Amsterdam: John Benjamins, 1989-. (com José Lambert.)
- TRANSST: An International Newsletter of Translation Studies. 1987-. (com a ajuda de José Lambert)

### Traduções literárias para hebraico
- Sheila Burnford. The Incredible Journey. 1970.
- John Masefield. The Midnight Folk. 1971.
- Francis Scott Fitzgerald. The Great Gatsby. 1974.
- Arthur Miller. All My Sons. 1976.
- Günter Grass. Katz und Maus. 1976.
- Ernest Hemingway. A Moveable Feast. (3 Kap.)
- Ford Madox Ford. The Good Soldier. 1977.
- Clive Staples Lewis. The Magician's Nephew. 1978.
- Uwe Johnson. Zwei Ansichten. 1978.
- Clive Staples Lewis. The Voyage of the Dawn Treader. 1979.
- Jerome David Salinger. The Laughing Man. 1979.
- Peter Handke. Die Angst des Tormanns beim Elfmeter. 1979.
- Beverly Cleary. Henry Huggins. 1979.
- Clive Staples Lewis. Prince Caspian. 1980.
- John Cheever. Falconer. 1981.
- Thomas Pynchon. Mortality and Mercy in Vienna. 1981.
- John Steinbeck. The Moon Is Down. 1981.
- Clive Staples Lewis. The Horse and His Boy. 1982.
- Christiane Felscherinow. Wir Kinder vom Bahnhof Zoo. 1982.
- Clive Staples Lewis. The Silver Chair. 1983.
- Mark Twain. A Connecticut Yankee in King Arthur's Court. 1983.
- Clive Staples Lewis. The Last Battle. 1984.
- Heinrich Böll. Das Vermächtnis. 1984.
- John Cheever. Bullet Park. 1985.
- Ernest Hemingway. For Whom the Bell Tolls. 1986.
- Arthur Conan Doyle. The Lost World. 1986.
- Heinrich Mann. Szene. 1987.
- Thornton Wilder. The Bridge of San Luis Rey. 1988.
- Gert Hofmann: Auf dem Turm. 1991.
- Nevil Shute. Pied Piper. 1991.
- Heinrich Böll. Two short stories. 1993.
- Thomas Mann. Königliche Hoheit. 1994.
- Cormac McCarthy. All the Pretty Horses. 1995.